# Безумно влюблённый: Мюзикл
«Безумно влюбленный: Мюзикл» (англ. Lovestruck: The Musical) — телефильм, премьера которого состоялась на канале «ABC Family» 21 апреля 2013 года.

## Сюжет
Харпер Хаттон с детства очень любила петь и танцевать. Постепенно оттачивая своё мастерство, она стала лучшей в своём деле. У неё есть юная дочь Мирабелла. После травмы колена Харпер хочет видеть её такой же успешной, какой сама была в юности. Однако, Мирабелла никогда не хотела стать танцовщицей. За несколько дней до премьеры Мирабелла отказывается участвовать в мюзикле ради своего жениха Марко. Они собираются уехать в Италию. Но происходит чудо, Харпер выпила эликсир для поднятия тонуса, из-за которого начала молодеть и превращаться в юную даму.

## В главных ролях
| Актёр              | Роль                         |
| ------------------ | ---------------------------- |
| Джейн Сеймур       | Харпер Хаттон танцовщица     |
| Сара Пэкстон       | Мирабелла Хаттон дочь Харпер |
| Челси Кэйн         | Харпер Хаттон в молодости    |
| Дрю Сили           | Райан Хаттон в молодости     |
| Александр ДиПерсиа | Марко жених Мирабеллы        |
| Эдриэнн Байлон     | Ноэль подруга Мирабеллы      |
| Том Вопат          | Райан Хаттон отец Мирабеллы  |

## Саундтреки

### Список композиций
| №  | Исполнитель                                                                  | Композиция                    | Продолжительность |
| 1. | Lady Gaga                                                                    | Just Dance                    | 2:35              |
| 2. | Chelsea Kane                                                                 | I Wanna Dance With Somebody   | 3:20              |
| 3. | Sara Paxton and Jeff Lewis                                                   | Me Too                        | 1:57              |
| 4. | Sara Paxton, Adrienne Bailon, Chelsea Kane                                   | Like a Virgin                 | 2:26              |
| 5. | Sara Paxton                                                                  | How Can I Remember To Forget? | 2:45              |
| 6. | Drew Seeley and Chelsea Kane                                                 | DJ Got Us Fallin In Love      | 3:36              |
| 7. | Sara Paxton and Jeff Lewis                                                   | Me Too (Main Mix)             | 2:14              |
| 8. | Adrienne Bailon, Drew Seeley, Sara Paxton, Jeff Lewis, Susan Boyd, Tom Wopat | Everlasting Love              | 3:25              |
| 9. | Here and Now (Bonus Track)                                                   | Drew Seeley                   | 2:55              |